# 枕回
枕回（英語：Occipital gyri）是位于大脑枕叶外侧面的一组脑回，一般分为枕上回（superior occipital gyrus）和枕下回（inferior occipital gyrus），由枕外侧沟分隔开。有时则分为三个平行脑回、还包括枕中回（middle occipital gyrus），枕中回和枕上回之间有枕横沟分隔开。

## 功能
枕回结构主要负责物体识别，包括物体的功能特性。
枕中回则与人体周围的空间感知有关。枕下回与杏仁核之间有白质联系，二者形成了与面部识别有关的神经网络。

## 图像

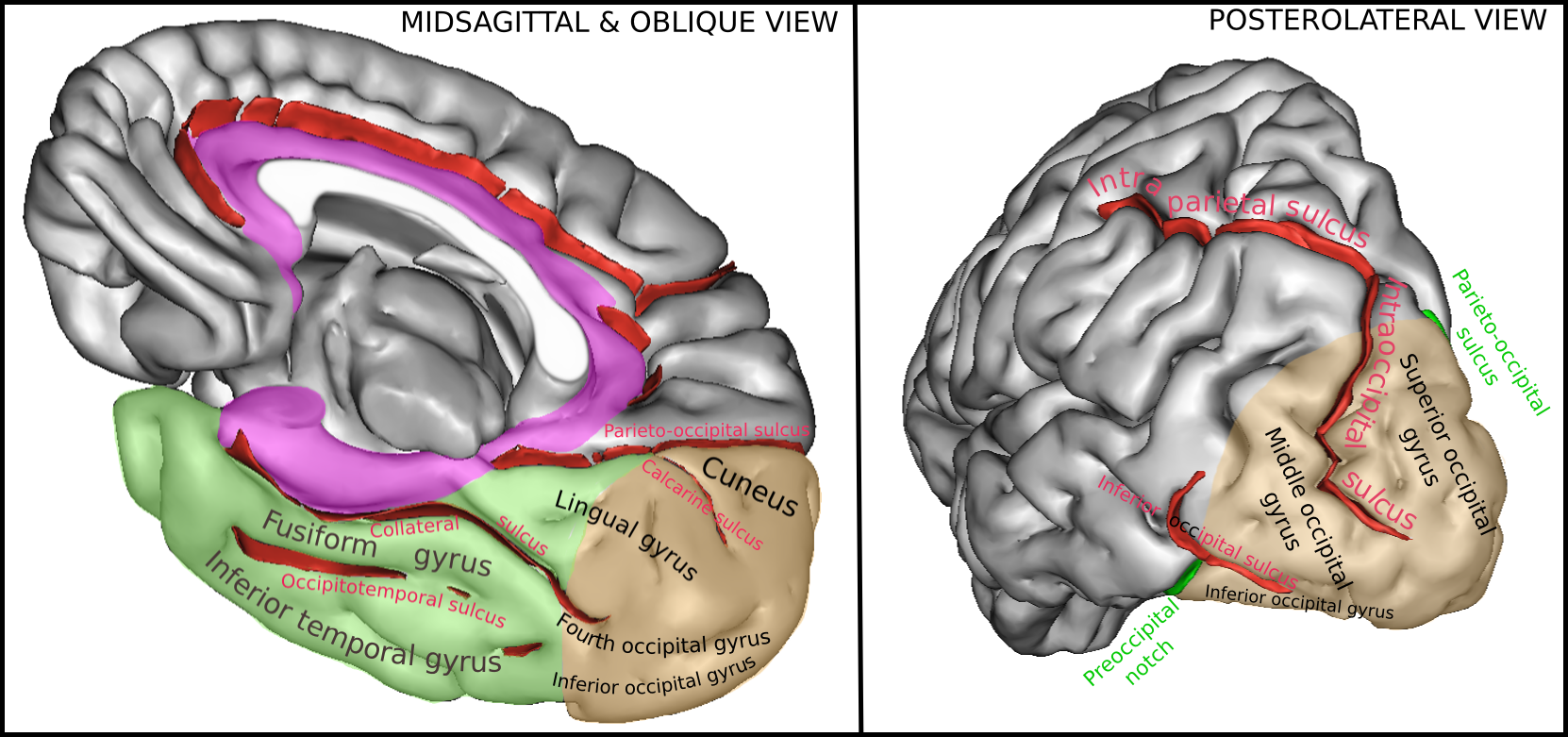
枕叶内侧面（左）及外侧面（右），枕回位于外侧面